# Freedom (Wisconsin)
Freedom és una població dels Estats Units a l'estat de Wisconsin. Segons el cens del 2000 tenia 5.241 habitants.

## Demografia
Segons el cens del 2000, Freedom tenia 5.241 habitants, 1.833 habitatges, i 1.451 famílies. La densitat de població era de 56,6 habitants per km².
Dels 1.833 habitatges en un 43,2% hi vivien nens de menys de 18 anys, en un 70% hi vivien parelles casades, en un 5,3% dones solteres, i en un 20,8% no eren unitats familiars. En el 15,6% dels habitatges hi vivien persones soles el 4,5% de les quals corresponia a persones de 65 anys o més que vivien soles. El nombre mitjà de persones vivint en cada habitatge era de 2,86 i el nombre mitjà de persones que vivien en cada família era de 3,23.
Per edats la població es repartia de la següent manera: un 30% tenia menys de 18 anys, un 8,2% entre 18 i 24, un 34,5% entre 25 i 44, un 20,3% de 45 a 60 i un 7,1% 65 anys o més.
L'edat mediana era de 33 anys. Per cada 100 dones de 18 o més anys hi havia 104,5 homes.
La renda mediana per habitatge era de 57.868 $ i la renda mediana per família de 60.587 $. Els homes tenien una renda mediana de 37.423 $ mentre que les dones 26.727 $. La renda per capita de la població era de 22.462 $. Aproximadament l'1,6% de les famílies i el 3,3% de la població estaven per davall del llindar de pobresa.